# 河井英里
河井 英里（かわい えり、1965年5月8日 - 2008年8月4日）は、日本の歌手・作詞家・作曲家・編曲家・スタジオミュージシャン・ナレーター。本名、河井 英理（読み同じ）。旧芸名：エリ、Erie。
東京都出身。東京芸術大学を卒業している。A型。2008年8月4日、肝臓癌のため死去。享年43。

## 作品

### シングル
1. シャ・リオン
  - 1993年6月18日発売（ポニーキャニオン）PCDL-00002　8cmCD
  - 名義はエリ。
  - 1996年5月17日発売『ワーズワースの冒険テーマ・ソング』PCCL-00333（12cmCDシングル）として再発売

  1. シャ・リオン
    - フジテレビ系列局放送の教養・情報番組『ワーズワースの庭で』テーマソング
    - 作曲：大島ミチル

  2. カンポス・ネオトゥロス
    - 歌：新居昭乃
    - 作詞：オズニー・メロ、作曲：大島ミチル
2. まどろみの輪廻
  - 2006年6月7日発売（ランティス）

  1. まどろみの輪廻
    - テレビアニメ『うたわれるもの』エンディング主題歌
    - 作詞：畑亜貴 / 作曲・編曲：伊藤真澄

  2. 千の海を越えて
    - 作詞：森由里子 / 作曲：河井英里 / 編曲：羽岡佳

  3. まどろみの輪廻 (off vocal)
  4. 千の海を越えて (off vocal)
3. ALMATERIA／願い
  - 2007年6月8日発売（フロンティアワークス）

  1. ALMATERIA 〜Vocal Mix〜
    - OVA『テイルズ オブ シンフォニア』オープニング主題歌
    - 作詞：河井英里 / 作曲：Lunaria

  2. 願い
    - 歌：引田香織
    - OVA『テイルズ オブ シンフォニア』エンディング主題歌
    - 作詞：tomo / 作曲・編曲：西脇辰弥

  3. ALMATERIA (instrumental)
  4. 願い (instrumental)

### アルバム
1. 青に捧げる
  - 1997年11月21日発売（AEL Records）
  - 2002年9月21日再発売 (EARTHRISE RECORDS)

  1. キストゥリナ
    - 作詞・作曲・編曲：河井英里

  2. にわか雨
    - 作詞：工藤順子 / 作曲：河井英里 / 編曲：大島ミチル

  3. 青に捧げる
    - 作詞：工藤順子 / 作曲：河井英里 / 編曲：大島ミチル

  4. 川下り
    - 作詞：藤沢晶子 / 作曲：河井英里 / 編曲：大島ミチル

  5. Moon 〜静かの海〜
    - 作詞：工藤順子 / 作曲・編曲：大島ミチル
2. Prayer
  - 2001年4月25日発売（ユニバーサルミュージック）
  - Erie名義

  1. Sanctuary (a cappella)
    - 作詞・作曲：河井英里 / 編曲：武沢豊

  2. Shalion (self coverd)
    - 『ワーズワースの冒険』主題歌のカバー
    - 作曲：大島ミチル / 編曲：武沢豊

  3. Edes lany
    - 作詞：工藤順子 / 作曲：河井英里・武沢豊 / 編曲：武沢豊

  4. Oh My Glory
    - 作詞：河井英里・真間稜 / 作曲：河井英里 / 編曲：武沢豊

  5. Scarborough Fair
    - サイモン&ガーファンクルのカバー曲
    - 作詞：ポール・サイモン・アート・ガーファンクル / 作曲：S&G / 編曲：武沢豊

  6. Sanctuary
    - 作詞・作曲：河井英里 / 編曲：武沢豊

  7. Prayer
    - 作詞・作曲：河井英里 / 編曲：武沢豊
3. 風の道へ
  - 2008年12月17日発売 (Piyopiyo Records)

  1. 風の道へ
  2. 時の汽車
    - 作詞：工藤順子 / 作曲：大島ミチル

  3. 川下り
  4. キストゥリナ
  5. ほんのひとしずくの水
    - 作詞：藤沢晶子 / 作曲：河井英里

  6. 青に捧げる
  7. Moon 〜静かの海〜
  8. 空色になる
  9. にわか雨
  10. おやすみ
    - 作詞：藤沢晶子 / 作曲：河井英里

  11. ほんのひとしずくの水（ライブ）
  12. 空色になる（デモ）
4. ひまわり
  - 2008年12月24日発売 (flying DOG)

  1. バルカローレ -独唱-
    - 作詞：河井英里 / 作曲・編曲：窪田ミナ

  2. 満月のドルチェ
    - 作曲・編曲：妹尾武
    - テレビアニメ『ARIA The NATURAL』挿入歌

  3. ウンディーネ -造語詞Version-
    - 作詞：河井英里 / 作曲・編曲：窪田ミナ

  4. 夕凪
    - 作曲：笹子重治 / 編曲：Choro Club

  5. コッコロ -オルガン-
    - 作詞：河井英里 / 作曲・編曲：窪田ミナ

  6. サンタクロウスの空
    - 作曲・編曲：妹尾武
    - 『ARIA The ANIMATION』挿入歌

  7. ルーミス エテルネ
    - 作詞・作曲・編曲：窪田ミナ

  8. Second Season 〜希望〜
    - 作曲・編曲：妹尾武
    - テレビアニメ『ARIA The NATURAL』挿入歌

  9. ARIA
    - 作曲：笹子重治 / 編曲：Choro Club
    - 『ARIA The ANIMATION』挿入歌

  10. 水の鏡
    - 作曲：笹子重治 / 編曲：Choro Club

  11. たんぽぽ水車
    - 作詞：河井英里 / 作曲・編曲：村松健
    - テレビアニメ『スケッチブック 〜full color's〜』グランドエンディング主題歌・セルフカバー

  12. SUNFLOWER
    - 作詞・編曲：河井英里 / 作曲：中野定博

  13. 満月のドルチェ -Live Version-
  14. コッコロ -Live Version-
  15. バルカローレ -Live Version-
  16. サンタクロウスの空 -Live Version-
5. Oriental Green
  - 2009年8月26日発売 (Piyopiyo Records)

### コンピレーション
- 「ぼくの地球を守って」イメージサウンドトラック Vol.2
  - その日まで
- The sound side of Apocripha/0
  - 誓いのエスペロス
    - 『Apocripha/0』オープニングテーマ。
- animage アニマージュ
  - 残酷な天使のテーゼ
    - TVアニメ『新世紀エヴァンゲリオン』オープニングテーマのカバー。

  - 約束はいらない
    - TVアニメ『天空のエスカフローネ』オープニングテーマのカバー。

  - RHYTHM EMOTION
    - TVアニメ『新機動戦記ガンダムW』後期オープニングテーマのカバー。

  - only one,No.1
    - TVアニメ『デ・ジ・キャラット ワンダフル版』オープニングテーマのカバー。

  - 君をのせて（ボーカル）
    - 映画『天空の城ラピュタ』エンディングテーマのカバー。
- animage2 アニマージュ2
  - YOU GET TO BURNING
    - TVアニメ『機動戦艦ナデシコ』オープニングテーマのカバー。

  - Feeling Heart
    - TVアニメ『To Heart』オープニングテーマのカバー。

  - ブルーウォーター
    - TVアニメ『ふしぎの海のナディア』オープニングテーマのカバー。

  - 炎のたからもの
    - 映画『ルパン三世 カリオストロの城』エンディングテーマのカバー。
- アークザラッド 精霊の黄昏 オリジナルゲームサウンドトラック
  - 星の記憶
    - PS2ソフト『アークザラッド 精霊の黄昏』挿入歌・エンディングテーマ。
- 素敵な宇宙船地球号 サウンドトラック＆セレクション ユニバース
  - サンクチュアリー（アカペラ）
  - セコイア
  - ユニバース
- 劇場版 AIR SOUNDTRACK
  - IF DREAMS CAME TRUE
    - 劇場版『AIR』エンディングテーマ。
- キリテ
  - キリテは燃えているか？
  - 風の約束～花片の行方
  - 瑠璃の森
  - 蒼穹
  - 月の調べに
  - 邂逅～闇の帷
  - 祈りの樹
  - 希望の名は
- ARIA The ANIMATION オリジナルサウンドトラック
- ARIA The NATURAL ボーカルソング・コレクション
- 龍が如く・龍が如く２ オリジナルサウンドトラック
  - Amazing Grace ～Quartet Arrange～
  - Silent Night,Holly Night ～Arrange Version～
- D.Gray-man オリジナル・サウンドトラック１
  - ララの子守唄
- Fate/stay night [Réalta Nua] ORIGINAL SOUNDTRACK
  - 夢の終わり
    - PS2ソフト『Fate/stay night [Réalta Nua]』挿入歌。
- Colours of Light - Yasunori Mitsuda Vocal Collection -
  - 風の約束～花片の行方
  - - Ring -
    - DSソフト『ソーマブリンガー』オープニングテーマ。

  - 希望の名は

## 提供

### アニメ
- ARIA The ANIMATION
  - ウンディーネ（作詞）
- ARIA The NATURAL
  - ユーフォリア（作詞）
- ARIA The ORIGINATION
  - スピラーレ（作詞）
- クレヨンしんちゃん
  - かーちゃんのまじめな子守歌（作曲）
- スケッチブック 〜full color's〜
  - たんぽぽ水車（作詞）
- BAMBOO BLADE
  - BAMBOO BEAT/STAR RISE（作詞）

### ゲーム
- 龍が如く
  - アメイジンググレイス(エンディングソング)

### 歌手
- 石田燿子
  - Thankful（作曲）

## CM
- ユニ・チャーム ムーニーマン
- ライオン ソフトインワン
- CS放送 LaLa TV サウンドロゴ
- 養命酒製造 養命酒
- アース製薬 花咲きポット
- コーセーコスメニエンス 潤肌精
- 花王 ロリエF
- ライオン ビトイーンMaxi サウンドロゴ
- 第一三共ヘルスケア ガスター10
- ソフィーナ（花王） 大人の毛穴ケア ひきしめエッセンス
- 第一製薬 システィナC
- アース製薬 バスロマン
- シュガーレディ
- キヤノン 写真DV
- ヤクルト 蕃爽麗茶
- 花王 ビオレ
- ライオン バファリン
- コカ・コーラ 爽健美茶
- トヨタ自動車 カムリ・グラシア
- クレアラシルスキンケアパッド
- スリムビューティハウス
- ユニチャーム ムーニー
- ロート製薬 フレックスパワーEX錠
- コスモ石油
- 花キューピット
- 札幌ステラプレイス
- 銀座ダイナシティ